# Віялохвістка рудохвоста
Віялохвістка рудохвоста (Rhipidura fuscorufa) — вид горобцеподібних птахів родини віялохвісткових (Rhipiduridae).

## Поширення
Ендемік Індонезії. Поширений на островах Танімбар та острові Бабар. Місце його проживання — низинні тропічні ліси та мангрові зарості.